# Rio Virgem
Virgin River é uma série de televisão americana de drama e romance baseada na série de livros de mesmo nome escrita por Robyn Carr. A primeira temporada estreou na Netflix em 6 de dezembro de 2019.  Em dezembro de 2019, a série foi renovada para uma segunda temporada de 10 episódios, lançada em 27 de novembro de 2020. Em dezembro de 2020, a série foi renovada para uma terceira temporada de 10 episódios, lançada em 9 de julho de 2021. Em setembro de 2021, a série foi renovada para quarta e quinta temporadas.

## Premissa
Virgin River segue Melinda "Mel" Monroe, que responde a um anúncio para trabalhar como parteira e enfermeira na remota cidade de  Virgin River, na Califórnia, pensando que será o lugar perfeito para começar do zero e deixar suas memórias dolorosas para trás. Mas ela logo descobre que viver em uma pequena cidade não é tão simples quanto ela esperava. Ela deve aprender a se curar antes que possa realmente fazer de  Virgin River seu lar.

## Elenco

### Principal
| Legenda | Legenda                       |
| ------- | ----------------------------- |
| P       | Creditado no Elenco Principal |
| R       | Creditado como recorrente     |
| C       | Creditado como convidado      |
| —       | Personagem ausente            |

| Artista                | Personagem                | Temporadas | Temporadas | Temporadas | Temporadas | Temporadas |
| Artista                | Personagem                | 1          | 2          | 3          | 4          | 5          |
| ---------------------- | ------------------------- | ---------- | ---------- | ---------- | ---------- | ---------- |
| Alexandra Breckenridge | Melinda "Mel" Monroe      | P          | P          | P          | P          | P          |
| Martin Henderson       | Jack Sheridan             | P          | P          | P          | P          | P          |
| Colin Lawrence         | John "Preacher" Middleton | P          | P          | P          | P          | P          |
| Jenny Cooper           | Joey Barnes               | P          | R          | R          | R          | R          |
| Lauren Hammersley      | Charmaine Roberts         | P          | P          | P          | P          | P          |
| Annette O'Toole        | Hope McCrea               | P          | P          | P          | P          | P          |
| Tim Matheson           | Vernon "Doc" Mullins      | P          | P          | P          | P          | P          |
| Benjamin Hollingsworth | Dan Brady                 | R          | P          | P          | P          | P          |
| Grayson Gurnsey        | Ricky                     | R          | P          | P          | P          | —          |
| Sarah Dugdale          | Lizzie                    | —          | P          | P          | P          | P          |
| Marco Grazzini         | Mike Valenzuela           | —          | R          | P          | P          | P          |
| Zibby Allen            | Brie Sheridan             | —          | —          | P          | P          | P          |
| Kai Bradbury           | Denny Cutler              | —          | —          | C          | P          | P          |
| Mark Ghanimé           | Dr. Cameron Hayek         | —          | —          | —          | P          | P          |

### Recorrente
- Daniel Gillies como Mark Monroe, falecido marido de Mel;
- Lexa Doig como Paige Lassiter, a proprietária de um caminhão de padaria chamado "Paige's Bakeaway"(temporada 1-2;4);
- Nicola Cavendish como Connie, uma das amigas de Hope que administra o armazém geral da cidade e membro do círculo de tricô de  Virgin River;
- Gwynyth Walsh como Jo Ellen, um membro do círculo de tricô de  Virgin River que coloca Mel enquanto sua cabana é reformada;
- Lynda Boyd como Lilly (temporada 1-3; convidada: temporada 4), uma amiga de Connie;
- David Cubitt como Calvin, o homem que administra a fazenda ilegal de maconha do outro lado do  Virgin River;
- Ian Tracey como Jimmy, o braço direito de Calvin;
- Teryl Rothery como Muriel, uma atriz e rival de Hope e membro do círculo de tricô de  Virgin River;
- Steve Bacic como Wes (temporada 2), marido distante e abusivo de Paige;
- Carmel Amit como Jamie (temporada 2), uma mulher que está visitando  Virgin River;
- Stacey Farber como Tara Anderson (temporada 3-4), filha de Lilly.

## Episódios
| Temporada | Temporada | Episódios | Episódios | Originalmente lançado  |
| --------- | --------- | --------- | --------- | ---------------------- |
|           | 1         | 10        | 10        | 6 de dezembro de 2019  |
|           | 2         | 10        | 10        | 27 de novembro de 2020 |
|           | 3         | 10        | 10        | 9 de julho de 2021     |
|           | 4         | 12        | 12        | 20 de julho de 2022    |

### 1ª temporada (2019)
| N.º na série | N.º na temp. | Título                   | Dirigido por | Escrito por                       | Lançamento            |
| ------------ | ------------ | ------------------------ | ------------ | --------------------------------- | --------------------- |
| 1            | 1            | "Carry On"               | Jann Turner  | Sue Tenney                        | 6 de dezembro de 2019 |
| 2            | 2            | "Lost"                   | Jann Turner  | Debra Fordham                     | 6 de dezembro de 2019 |
| 3            | 3            | "...And Found"           | Andy Mikita  | Amy Palmer Robertson              | 6 de dezembro de 2019 |
| 4            | 4            | "A Wounded Heart"        | Andy Mikita  | Sue Tenney                        | 6 de dezembro de 2019 |
| 5            | 5            | "Under Fire"             | Martin Wood  | Debra Fordham                     | 6 de dezembro de 2019 |
| 6            | 6            | "Let’s Mingle"           | Martin Wood  | Amy Palmer Robertson              | 6 de dezembro de 2019 |
| 7            | 7            | "If Truth Be Told"       | Gail Harvey  | Patrick Moss                      | 6 de dezembro de 2019 |
| 8            | 8            | "Into the Light"         | Gail Harvey  | Debra Fordham                     | 6 de dezembro de 2019 |
| 9            | 9            | "Everybody Has a Secret" | Tim Matheson | Sue Tenney & Jackson Rock         | 6 de dezembro de 2019 |
| 10           | 10           | "Unexpected Endings"     | Tim Matheson | Sue Tenney & Amy Palmer Robertson | 6 de dezembro de 2019 |

### 2ª temporada (2020)
| N.º na série | N.º na temp. | Título              | Dirigido por | Escrito por          | Lançamento             |
| ------------ | ------------ | ------------------- | ------------ | -------------------- | ---------------------- |
| 11           | 1            | "New Beginnings"    | Andy Mikita  | Sue Tenney           | 27 de novembro de 2020 |
| 12           | 2            | "Taken by Surprise" | Andy Mikita  | Amy Palmer Robertson | 27 de novembro de 2020 |
| 13           | 3            | "The Morning After" | Gail Harvey  | Lisa Marie Petersen  | 27 de novembro de 2020 |
| 14           | 4            | "Rumor Has It"      | Gail Harvey  | Jackson Rock         | 27 de novembro de 2020 |
| 15           | 5            | "Can’t Let Go"      | Martin Wood  | Jackson Rock         | 27 de novembro de 2020 |
| 16           | 6            | "Out of the Past"   | Martin Wood  | Sue Tenney           | 27 de novembro de 2020 |
| 17           | 7            | "Breaking Point"    | Tim Matheson | Amy Palmer Robertson | 27 de novembro de 2020 |
| 18           | 8            | "Blindspots"        | Tim Matheson | Lisa Marie Petersen  | 27 de novembro de 2020 |
| 19           | 9            | "Harzards Ahead"    | Martin Wood  | Amy Palmer Robertson | 27 de novembro de 2020 |
| 20           | 10           | "Blown Away"        | Martin Wood  | Sue Tenney           | 27 de novembro de 2020 |

### 3ª temporada (2021)
| N.º na série | N.º na temp. | Título                             | Dirigido por    | Escrito por                       | Lançamento         |
| ------------ | ------------ | ---------------------------------- | --------------- | --------------------------------- | ------------------ |
| 21           | 1            | "Where There's Smoke..."           | Martin Wood     | Sue Tenney                        | 9 de julho de 2021 |
| 22           | 2            | "Sticky Feet"                      | Martin Wood     | Amy Palmer Robertson              | 9 de julho de 2021 |
| 23           | 3            | "Spare Parts and Broken Hearts"    | Monika Mitchell | Sue Tenney                        | 9 de julho de 2021 |
| 24           | 4            | "Take My Breath Away"              | Monika Mitchell | Amy Palmer Robertson              | 9 de julho de 2021 |
| 25           | 5            | "Kindling"                         | Martin Wood     | Lisa Marie Petersen               | 9 de julho de 2021 |
| 26           | 6            | "Jack and Jill"                    | Martin Wood     | Jackson Sinder                    | 9 de julho de 2021 |
| 27           | 7            | "Split"                            | Gail Harvey     | Jackson Rock                      | 9 de julho de 2021 |
| 28           | 8            | "Life and Death"                   | Gail Harvey     | Sue Tenney & Amy Palmer Robertson | 9 de julho de 2021 |
| 29           | 9            | "The Sun Also Rises"               | Martin Wood     | Amy Palmer Robertson              | 9 de julho de 2021 |
| 30           | 10           | "A Wedding, No Funeral and a Baby" | Martin Wood     | Sue Tenney                        | 9 de julho de 2021 |

### 4ª temporada (2022)
| N.º na série | N.º na temp. | Título                  | Dirigido por    | Escrito por                                     | Lançamento          |
| ------------ | ------------ | ----------------------- | --------------- | ----------------------------------------------- | ------------------- |
| 31           | 1            | "Be My Baby"            | Martin Wood     | Sue Tenney                                      | 20 de julho de 2022 |
| 32           | 2            | "Father Knows Best...?" | Martin Wood     | Amy Palmer Robertson                            | 20 de julho de 2022 |
| 33           | 3            | "Grilled"               | Nimisha Mukerji | Lisa Marie Petersen                             | 20 de julho de 2022 |
| 34           | 4            | "Serious As A..."       | Nimisha Mukerji | Tesia Joy Walker                                | 20 de julho de 2022 |
| 35           | 5            | "Mayday"                | Martin Wood     | Natasha M. Hall                                 | 20 de julho de 2022 |
| 36           | 6            | "All's Faire..."        | Martin Wood     | Jackson Rock                                    | 20 de julho de 2022 |
| 37           | 7            | "Otherwise Engaged"     | Siobhan Devine  | Sue Tenney                                      | 20 de julho de 2022 |
| 38           | 8            | "Talk to Me"            | Siobhan Devine  | Amy Palmer Robertson & Lisa Marie Petersen      | 20 de julho de 2022 |
| 39           | 9            | "Bombshells"            | Monika Mitchell | Amy Palmer Robertson                            | 20 de julho de 2022 |
| 40           | 10           | "Fire and Rain"         | Monika Mitchell | Sue Tenney & Tesia Joy Walker & Natasha M. Hall | 20 de julho de 2022 |
| 41           | 11           | "Once Again"            | Andy Mikita     | Sue Tenney & Jackson Sinder & Jackson Rock      | 20 de julho de 2022 |
| 42           | 12           | "The Long Goodbye"      | Andy Mikita     | Sue Tenney & Amy Palmer Robertson               | 20 de julho de 2022 |

## Produção

### Desenvolvimento
Em 27 de setembro de 2018, foi anunciado que a Netflix havia dado à produção da série uma ordem para uma primeira temporada consistindo de dez episódios. A série foi baseada na série de livros  Virgin River de Robyn Carr com os produtores executivos: Sue Tenney, Roma Roth e Chris Perry. Tenney também foi definido para servir como showrunner da série com Reel World Management atuando como a produtora envolvida na série. Em 20 de dezembro de 2019, a Netflix renovou a série para uma segunda temporada de 10 episódios. Em 18 de dezembro de 2020, a Netflix renovou a série para uma terceira temporada de 10 episódios. Em 20 de setembro de 2020, a Netflix renovou a série para quarta e quinta temporadas.

### Seleção de elenco
Em 19 de dezembro de 2018, foi anunciado que Alexandra Breckenridge, Martin Henderson, Tim Matheson e Annette O'Toole haviam sido escalados como protagonistas da série. Além disso, foi relatado que Jenny Cooper, David Cubitt, Lexa Doig, Daniel Gillies, Lauren Hammersley, Benjamin Hollingsworth, Colin Lawrence, Trevor Lerner e Ian Tracey se juntaram ao elenco. Em 29 de maio de 2020, Sarah Dugdale se juntou à segunda temporada como regular da série, enquanto Grayson Gurnsey foi promovido como regular da segunda temporada. Em 11 de junho de 2020, Benjamin Hollingsworth foi promovido a regular da série para a segunda temporada. Após o anúncio da renovação da terceira temporada, Zibby Allen foi escalada para uma nova personagem principal e Stacey Farber foi escalado para um papel recorrente.

### Filmagens
As filmagens da primeira temporada da série começaram em 3 de dezembro de 2018, em Vancouver, Colúmbia Britânica, Canadá e terminaram em 26 de março de 2019. A série também foi filmada em locações em Snug Cove, New Westminster, Squamish, Agassiz e Port Coquitlam. As filmagens para a segunda temporada começaram em 9 de setembro de 2019 e terminaram em 17 de dezembro de 2019.

## Lançamento
A primeira temporada estreou em 6 de dezembro de 2019. A segunda temporada estreou em 27 de novembro de 2020. A terceira temporada estreou em 9 de julho de 2021.A quarta temporada estreou em 20 de julho de 2022.